# Campeonato Mundial de Atletismo em Pista Coberta de 2010 - Heptatlo masculino

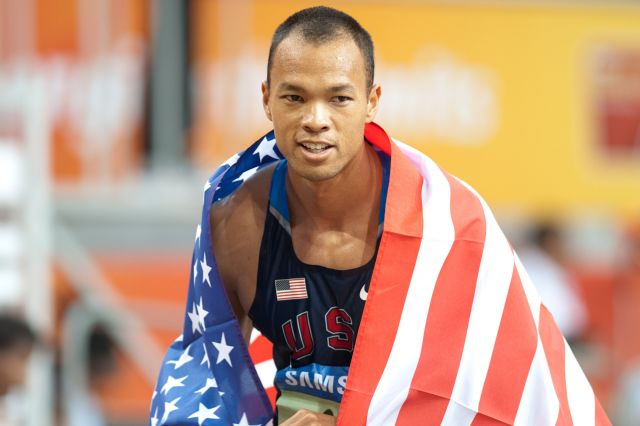
Bryan Clay durante o Campeonato Mundial de Atletismo em Pista Coberta de 2010.

O heptatlo masculino do Campeonato Mundial de Atletismo em Pista Coberta de 2010 foi disputado entre 12 e 13 de março no ASPIRE Dome, em Doha.

## Recordes
Antes desta competição, os recordes mundiais e do campeonato nesta prova eram os seguintes:
| Tipo                  | Atleta      | Pontos | Local   | Data                |
| --------------------- | ----------- | ------ | ------- | ------------------- |
|                       | Dan O'Brien | 6476   | Toronto | 14 de março de 1993 |
| Recorde do campeonato | Dan O'Brien | 6476   | Toronto | 14 de março de 1993 |

## Medalhistas
| Ouro             | Prata             | Bronze                |
| Bryan Clay (USA) | Trey Hardee (USA) | Aleksey Drozdov (RUS) |

## Resultados
| Pos. | Atleta                  | Tempo | Pts. | Notas                |
| ---- | ----------------------- | ----- | ---- | -------------------- |
| 1    | USA Bryan Clay          | 6.67  | 1003 | Recorde da temporada |
| 2    | USA Trey Hardee         | 6.80  | 955  | Recorde da temporada |
| 3    | UKR Oleksiy Kasyanov    | 6.93  | 907  |                      |
| 4    | RUS Aleksey Drozdov     | 7.08  | 854  | Recorde da temporada |
| 5    | CUB Leonel Suárez       | 7.15  | 830  |                      |
| 6    | CZE Roman Šebrle        | 7.20  | 813  | Recorde da temporada |
| 7    | BLR Andrei Krauchanka   | 7.22  | 806  |                      |
| 8    | RUS Aleksandr Pogorelov | 7.68  | 656  | Recorde da temporada |

| Pos. | Atleta                  | Res. | Pts. | Notas                |
| ---- | ----------------------- | ---- | ---- | -------------------- |
| 1    | UKR Oleksiy Kasyanov    | 7.78 | 1005 |                      |
| 2    | CZE Roman Šebrle        | 7.49 | 932  | Recorde da temporada |
| 3    | BLR Andrei Krauchanka   | 7.38 | 905  |                      |
| 4    | RUS Aleksey Drozdov     | 7.29 | 883  |                      |
| 5    | USA Trey Hardee         | 7.28 | 881  |                      |
| 6    | USA Bryan Clay          | 7.27 | 878  |                      |
| 7    | CUB Leonel Suárez       | 7.12 | 842  |                      |
| 8 !  | RUS Aleksandr Pogorelov | DNS  |      |                      |

| Pos. | Atleta                  | Res.  | Pts. | Notas                |
| ---- | ----------------------- | ----- | ---- | -------------------- |
| 1    | RUS Aleksey Drozdov     | 17.17 | 924  | Recorde pessoal      |
| 2    | CZE Roman Šebrle        | 15.70 | 833  | Recorde da temporada |
| 3    | USA Bryan Clay          | 15.31 | 809  | Recorde da temporada |
| 4    | UKR Oleksiy Kasyanov    | 14.55 | 762  |                      |
| 5    | USA Trey Hardee         | 14.44 | 755  |                      |
| 6    | BLR Andrei Krauchanka   | 13.59 | 703  |                      |
| 7    | CUB Leonel Suárez       | 13.59 | 703  |                      |
| 8 !  | RUS Aleksandr Pogorelov | DNS   |      |                      |

| Pos. | Atleta                  | Res. | Pts. | Notas                |
| ---- | ----------------------- | ---- | ---- | -------------------- |
| 1    | BLR Andrei Krauchanka   | 2.18 | 973  | Recorde da temporada |
| 2    | RUS Aleksey Drozdov     | 2.09 | 887  |                      |
| 3    | CZE Roman Šebrle        | 2.09 | 887  | Recorde da temporada |
| 4    | USA Trey Hardee         | 2.06 | 859  | Recorde pessoal      |
| 5    | CUB Leonel Suárez       | 2.06 | 859  | Recorde da temporada |
| 6    | USA Bryan Clay          | 2.06 | 859  | Recorde da temporada |
| 7    | UKR Oleksiy Kasyanov    | 2.00 | 803  |                      |
| 8 !  | RUS Aleksandr Pogorelov | DNS  |      |                      |

| Pos. | Atleta                | Tempo | Pts. | Notas                |
| ---- | --------------------- | ----- | ---- | -------------------- |
| 1    | USA Trey Hardee       | 7.79  | 1035 |                      |
| 2    | USA Bryan Clay        | 8.00  | 982  |                      |
| 3    | UKR Oleksiy Kasyanov  | 8.01  | 979  | Recorde da temporada |
| 4    | BLR Andrei Krauchanka | 8.04  | 972  |                      |
| 5    | CUB Leonel Suárez     | 8.24  | 922  |                      |
| 6    | CZE Roman Šebrle      | 8.30  | 908  |                      |
| 7    | RUS Aleksey Drozdov   | 8.34  | 898  |                      |

| Pos. | Atleta                | Res. | Pts. | Notas                |
| ---- | --------------------- | ---- | ---- | -------------------- |
| 1    | BLR Andrei Krauchanka | 5.00 | 910  |                      |
| 2    | USA Bryan Clay        | 5.00 | 910  | Recorde da temporada |
| 3    | USA Trey Hardee       | 5.00 | 910  | Recorde da temporada |
| 4    | RUS Aleksey Drozdov   | 4.90 | 880  |                      |
| 5    | CZE Roman Šebrle      | 4.80 | 849  | Recorde da temporada |
| 6    | CUB Leonel Suárez     | 4.60 | 790  |                      |
| 7    | UKR Oleksiy Kasyanov  | 4.40 | 731  |                      |

| Pos. | Atleta                | Tempo   | Pts. | Notas                |
| ---- | --------------------- | ------- | ---- | -------------------- |
| 1    | BLR Andrei Krauchanka | 2:41.70 | 855  | Recorde da temporada |
| 2    | UKR Oleksiy Kasyanov  | 2:43.78 | 832  |                      |
| 3    | CUB Leonel Suárez     | 2:45.04 | 818  |                      |
| 4    | RUS Aleksey Drozdov   | 2:45.35 | 815  | Recorde da temporada |
| 5    | CZE Roman Šebrle      | 2:46.55 | 802  | Recorde da temporada |
| 6    | USA Trey Hardee       | 2:47.76 | 789  | Recorde pessoal      |
| 7    | USA Bryan Clay        | 2:50.28 | 763  | Recorde da temporada |

## Classificação final
| Pos.              | Atleta                  | Pontos | Notas                |
| ----------------- | ----------------------- | ------ | -------------------- |
| Medalha de ouro   | USA Bryan Clay          | 6204   | Recorde da temporada |
| Medalha de prata  | USA Trey Hardee         | 6184   | Recorde da temporada |
| Medalha de bronze | RUS Aleksey Drozdov     | 6141   |                      |
| 4                 | BLR Andrei Krauchanka   | 6124   |                      |
| 5                 | CZE Roman Šebrle        | 6024   | Recorde da temporada |
| 6                 | UKR Oleksiy Kasyanov    | 6019   |                      |
| 7                 | CUB Leonel Suárez       | 5764   |                      |
| 8 !               | RUS Aleksandr Pogorelov | DNF    |                      |

Legenda
| Recorde mundial       | Recorde mundial (World record)               |                       | Recorde africano                      | Recorde africano (African) |                                           | Q | Classificado por posição (Qualified) |
| Recorde do campeonato | Recorde do campeonato (Championship record)  | Recorde da América    | Recorde da América (Americas)         | q                          | Classificado por melhor tempo (Qualified) |   |                                      |
| Melhor marca do ano   | Melhor marca do ano (World leading)          | Recorde asiático      | Recorde asiático (Asian)              | DNS                        | Não largou (Did not start)                |   |                                      |
| Recorde nacional      | Recorde nacional (National record)           | Recorde europeu       | Recorde europeu (European)            | DNF                        | Não terminou (Did not finish)             |   |                                      |
| Recorde pessoal       | Recorde pessoal do atleta (Personal best)    | Recorde da Oceania    | Recorde da Oceania (Oceania)          | DSQ / DQ                   | Desclassificado (Disqualified)            |   |                                      |
| Recorde da temporada  | Recorde da temporada do atleta (Season best) | Recorde sul-americano | Recorde sul-americano (South America) | NM                         | Sem marca (No mark)                       |   |                                      |